# 공명
공명(共鳴, 문화어: 울림)은 특정 진동수(주파수)에서 큰 진폭으로 진동하는 현상을 말한다. 이 때의 특정 진동수를 공명 진동수라고 하며, 공명 진동수에서는 작은 힘의 작용에도 큰 진폭 및 에너지를 전달할 수 있게 된다.
모든 물체는 각각의 고유한 진동수를 가지고 진동하며 이 때 물체의 진동수를 고유 진동수라고 한다. 물체는 여러 개의 고유 진동수를 가질 수 있으며 고유 진동수와 같은 진동수의 외력이 주기적으로 전달되어 진폭이 크게 증가하는 현상을 공명현상이라고 한다. 이때의 진동수는 공명 진동수가 된다.
진동은 역학계, 음향계, 광학계 등 많은 종류의 진동계에서 나타날 수 있으며, 이 중 전기·공학적 진동계에서의 공명을 공진(共振)이라고도 한다.
공명의 조건에서 진동체가 서로 연결되어 있는 경우에는 에너지의 교환이 쉽게 이루어진다.

## 공명 현상의 예

그네는 공명현상의 대표적인 사례이다. 그네 운동의 진동수와 같은 고유진동수로 그네를 밀게 되면 더 높은 진폭을 가지게 되어 그네가 높이 올라가게 된다.

- 우리 주변에서 볼 수 있는 공명 현상의 대표적인 예는 그네의 운동이다. 사람이 타고 있는 그네를 밀 때 그네 운동의 고유 진동수에 맞게 그네를 밀게 되면, 그네는 높이 올라갈 수 있게 된다. 이는 그네를 진자의 운동으로 생각했을 때, 운동하는 진자의 진동수와 같은 고유 진동수의 힘을 가했을 때, 진폭이 커지게 되는 것으로 이해할 수 있다.
- 라디오 주파수를 맞추거나 TV채널을 바꾸는 것 또한 공명 현상의 원리가 적용된다. 여기서 라디오의 주파수를 맞춘다는 것이 바로 공명. TV의 채널을 바꾸는 것도 같은 원리다. 우리가 라디오 주파수나 채널을 맞춘다는 것은 라디오/TV 내부의 회로 진동수를 방송국의 전파 진동수와 일치시키는 일종의 공명이다. 이러한 공명 현상을 이용해 각 방송국의 고유의 주파수와 일치하는 주파수를 선택하여 방송을 수신하게 되는 것이다.
- 1940년 11월 7일 미국 워싱턴주 타코마 해협(Tacoma Narrows)에 놓인 현수교(Suspension Bridge)다리가 무너진 적이 있다. 190km/h의 강풍에도 견딜 수 있도록 설계 된 타코마 다리는 구조물의 고유 진동수와 일치하는 바람에 의해 붕괴되었다. 다리가 버틸 수 있는 바람의 풍속이 190km/h 임에도 불구하고 약 70km/h에 불과한 바람에 의한 진동으로 인해 길이 840m의 거대 철 구조물이 붕괴된 것 또한 공명 현상의 원리로 볼 수 있다.[1] 최근에 공명현상이 원인이 아닌 것으로 밝혀졌으며 공탄성적인 플러터(aeroelastic flutter) 가 원인이다.
- 자기공명단층촬영 장치(MRI) 역시 공명현상의 원리를 활용한 것이다. X선을 사용하지 않으면서 인체의 단면을 선명하게 사진 찍는 MRI의 기본 원리는 인체의 대부분을 차지하고 있는 물(H2O)을 공명 시키는 것이다. 신체검사를 하고 있는 사람의 몸에 자기장을 걸어주면 몸 안에 있는 수소 에 의해 외부의 전자기파로부터 특정 진동수의 에너지를 흡수한다. 흡수된 에너지가 다시 낮은 상태로 될 때까지의 시간은 질병을 가진 세포에 따라서 다른데, 이 차이를 측정해서 우리 몸 내부의 질병여부를 파악하게 된다.

## 공명 이론

### 공명의 함수

[plot rho versus omega], 강제 진동의 진동수[omega]와 그에 따른 진폭의 진폭[rho]의 근사적 관계를 나타낸 그래프. [gamma]의 구간에서 공명 현상이 잘 나타나게 된다.

공명은 역학에서의 단순조화운동 공식에 그 때의 진폭의 제곱이 {\displaystyle \rho ^{2}} 일 때,{\displaystyle \omega }
의 진동수로 강제 진동을 이루는 상황에서,
진동에 따른 강도{\displaystyle \rho ^{2}}는 {\displaystyle \omega }에 대해 다음과 같은 공식으로 나타낼 수 있다.
{\displaystyle \rho ^{2}(\omega )\propto {\frac {\frac {\gamma }{2}}{(\omega -\omega _{0})^{2}+\left({\frac {\gamma }{2}}\right)^{2}}}}
이 때 공명 진동수는 정확한 고유진동수와 일치하지 않게 된다.
{\displaystyle \gamma }는 감쇠 진동에 대한 매개 변수이며, 공명의 선폭(linewidth)이 된다. 감쇠 진동이 크게 나타날 수록, 공명의 선폭도 길어지게 되며 공명 주파수 주변의 강제 진동이 보다 넓은 범위에 반응하게 된다. 공명 반응의 예리함의 정도를 나타내는 Q 인자(Q factor)는 공명의 선폭에 반비례 꼴로 표현 될 수 있다.

### Q 인자
Q 인자는 공진기의 감쇠정도를 나타내는 매개변수이다. 또한 Q 인자는 공진기의 고유 진동수에 대한 대역폭을 결정 짓는다. Q(quality)는 공진기의 보유 에너지에 대한 에너지 손실률을 나타낸다. Q가 높을수록 감쇠진동의 주기가 길어지게 된다고 생각할 수 있다.

## 공명의 사례

### 역학에서의 공명
역학에서의 공명은 특정 진동의 고유 주파수에 대한 더 많은 진폭 및 에너지 전달과 관련되어 나타나는 역학계의 경향을 말한다. 이때 공명현상은 고체역학과 관련되어 건축 구조물에 가해지는 자극의 요인으로서 구조 설계 공학의 참고되는 주요 내용이 된다. 따라서, 건축 및 기계 설비는 특정 진동수에 반응하지 않도록 복합적인 설계 과정이 이루어진다. 추시계는 평형의 진자와 추로 균형을 이루어 시간을 유지한다. 이 또한 진자운동을 통한 공명현상의 원리가 적용된 것이다.

### 음향학에서의 공명
음향학에서의 공명은 인간의 진동범위, 즉 가청 주파수에서의 공명 및 악기의 진동을 통한 공명에 대한 해석과 연구를 말한다. 사람의 가청 주파수는 보통 20 Hz에서 20,000 Hz 사이이다. 현악기 혹은 관악기에서 발생하는 음파가 특정 주파수를 이룰 때 나타나는 성질이나, 귀의 구조 분석을 통한 공명 주파수의 인식 과정 모두 음향학에서의 공명현상으로 나타난다. 고유 진동수가 같은 소리굽쇠를 접근 시키면 한 쪽의 진동에 대해 같은 진동수로 반응한다. 이는 공기의 매개로 하여 전달되는 진동에 대한 공명현상으로 파악할 수 있다. 성악가의 증폭된 목소리로 포도주 잔을 깨뜨릴 수 있다. 성악가가 포도주 잔의 고유 진동수 중 하나에 해당하는 진동수를 갖는 큰음을 내면 잔에는 큰 진폭의 진동이 형성돼 깨지게 된다.

### 광학에서의 공명
광학 공진기(optical cavity or optical resonator)는 거울의 배열을 통해 빛을 증폭시키는 장치이다. 광학 공진기는 레이저의 주요 구성 요소가 된다.
레이저의 유도 방출로 발생한 빛은 거의 단일 주파수를 가지고 빛의 이득 매질(gain medium)에 반복적으로 입사하여 높은 강도로 증폭되어 한 방향으로 진행하여 나아가게 되어 있다. 빛의 증폭과정에 필요한 빛의 궤환(Optical feedback) 장치가 광학공진기이며 이 또한 공명현상을 이용한 것이다.

### 양자역학에서의 공명
양자역학에서 공명이란 에너지 기대값이 비슷한 2가지 이상의 상태가 선형결합으로 근사될 수 있을 때 2가지 이상의 상태가 양자역학적 공명상태에 있다고 말한다. 이 아이디어는 베르너 하이젠베르크에 의해 헬륨 원자의 상태를 설명하기 위해 처음 발표되었고, 라이너스 폴링에 의해 화학결합 전반으로 확장되었다.

### 분광학에서의 공명
핵자기공명은 1964년에 발견된 이후 화학적, 의학적인 분야에 적용돼 왔다. 물질은 원자로 이루어져 있으며 원자는 핵과 전자들로 구성돼 있다.
원자들이 자기장 속에 있으면 회전하고 있는 전자 때문에 에너지차가 생기고 이에 비례하는 진동수가 결정된다.
물질에 전자기파가 들어와서 결정된 진동수와 공명이 일어나면 전자기파는 흡수된다. 즉 높은 에너지를 갖게되는 것이다.
이것을 핵자기공명이라고 한다. 물질 내의 수소 원자는 외부 자기장 뿐만 아니라 주변 원자의 자기장에 의해서도 영향받는다. 같은 종류의 핵이더라도 조금씩 다른 공명 주파수를 보인다. 따라서 공명 진동수를 연구해 물질 내의 여러 구조에 대해서 알 수 있다.
핵자기공명 현상을 의학적인 분야에 응용한 장치가 자기공명 단층촬영장치인 MRI다.

## 비선형공진
선형공진의 경우 공진주파수가 1개이거나 감쇄가 있는 경우 대칭적인 공진반응을 보이는데 반하여 스프링의 특성이 비선형인 경우에 공진주파수는 일정한 범위를 형성하며 반응곡선은 비대칭적인 모양을 갖는다. 비대칭반응곡선은 가진주파수가 변화함에 대하여 균형점의 변화가 불연속적인 히스테리시스를 보이게된다. 더핑 진동자소개

## 같이 보기
- 반공명

## 참고 문헌
1. ↑  공명으로 빌딩이 무너진다? : 과학향기 : IT과학 : 인터넷한겨레[깨진 링크(과거 내용 찾기)]
2. ↑  Richard Phillips Feynman, Robert B. Leighton, Matthew L. Sands, <<The Feynman lectures on physics>>, Addison-Wesley, 1989, 23-1
3. ↑  범희승, <<바이오의 광학>>, 전남대학교 출판부, 2008-1-20, 103-104p.

- MIT Open Courseware: Vibrations and Waves, 2004 Video lecture 진동강의 보관됨 2008-07-29 - 웨이백 머신